# Mesa redonda (reunión)

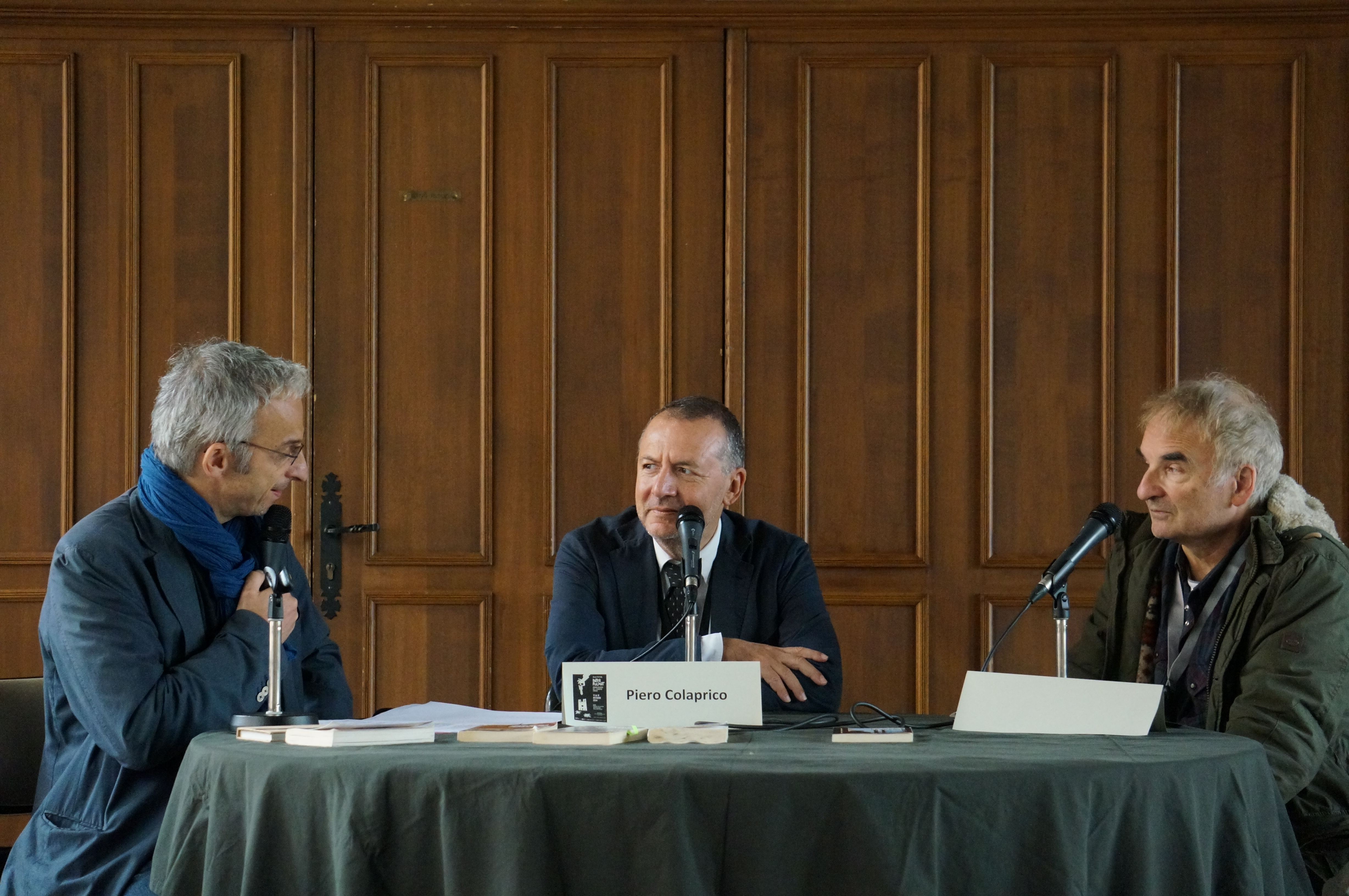
Mesa redonda de autores

La  mesa redonda  es la dinámica de grupo que convoca a un grupo de participantes, sin diferencias ni jerarquías, para presentar y desarrollar sus opiniones y puntos de vista sobre determinada materia. Es un compendio de expertos en el que se expone y desarrolla un tema de forma completa y detallada, enfocándolo desde diversos ángulos a través de intervenciones individuales, breves, sintéticas y de sucesión. El auditorio formula preguntas y dudas que los expertos aclaran y responden, con el pasar de un tiempo adecuado a 20 minutos.

## Propósitos de una mesa redonda

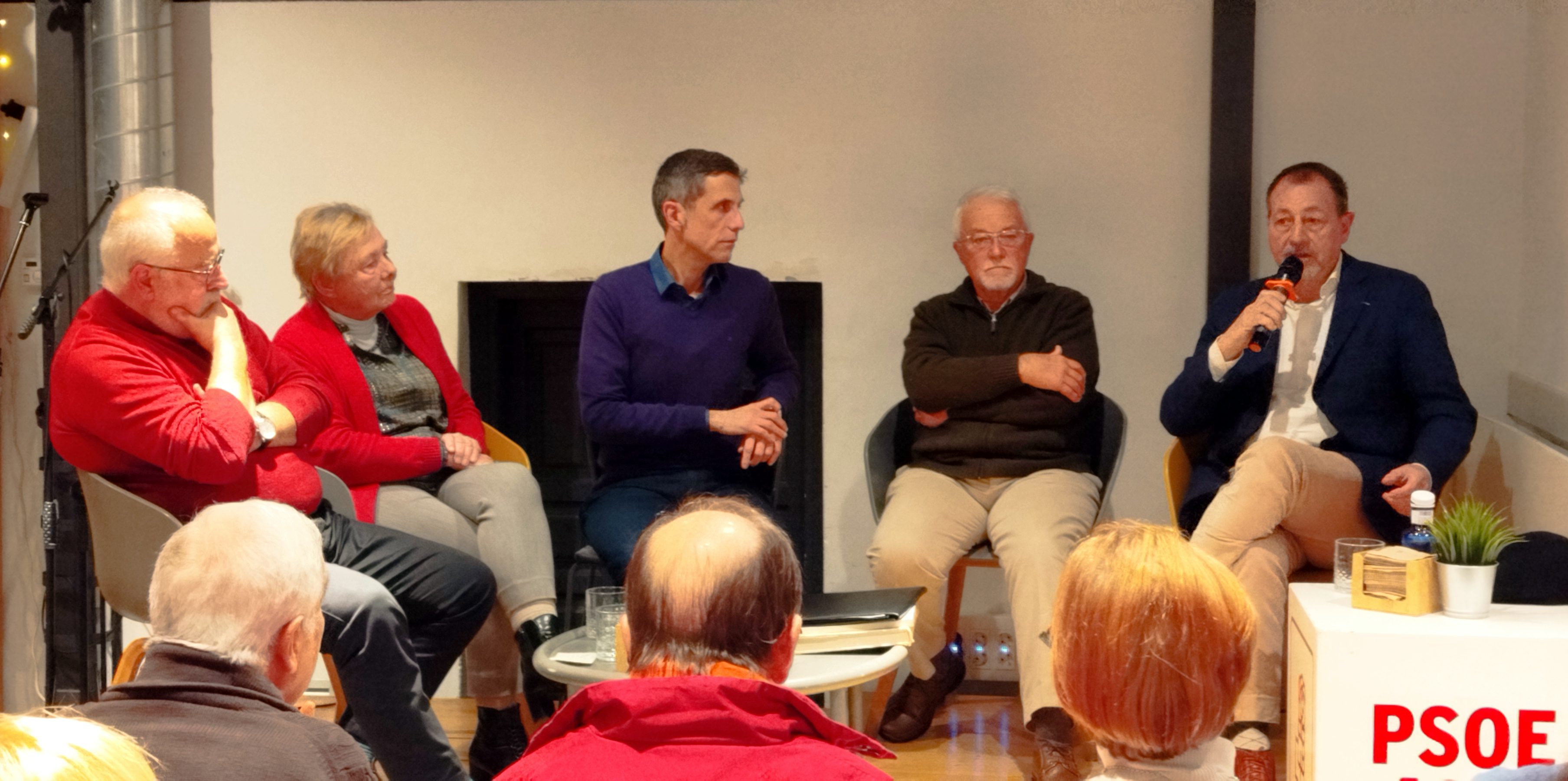
Mesa redonda con moderador, ponentes y público.

El propósito de una mesa redonda sirve para abordar mediante el diálogo y la exposición de puntos de vista,  un tema polémico, analizar y confrontar varias perspectivas sobre el mismo tema de manera justa e igual.

## Participantes de la mesa
- Expositores: Se encargan de presentar distintos puntos de vista sobre el tema de la mesa redonda.
- Público: Puede existir o no dependiendo de la circunstancia. Tras la discusión, los asistentes tienen la posibilidad de plantear dudas y comentarios a los expositores.
- Moderador: logra que la conversación fluya, avance y toque los temas que de verdad interesan
- Coordinador:  Es quien se encarga de mantener el orden en la audiencia.

## Metodología
- Apertura: se presenta que tema se va a hablar, se describe brevemente a los participantes de la mesa redonda y se dan las normas de participación y desarrollo del tema .
- Exposición: Cada expositor hace uso de la palabra, de manera sucesiva. Finalizadas las exposiciones el moderador hace una síntesis de lo expuesto.
- Cierre: Los expositores pueden hacer intervenciones finales de aclaración a lo tratado en la exposición. El moderador menciona las conclusiones y puede abrir un período de preguntas y comentarios de la audiencia.

## Estructura
La estructura de la mesa redonda está sujeta a reglas previamente determinadas por los participantes y el moderador. Sin embargo, de manera general y en casos más formales, la mesa redonda consta de siete fases: presentación, introducción, cuerpo de la discusión, sesión de preguntas, respuestas, conclusión y cierre.

## Características de una mesa redonda
Las características de una mesa redonda son las siguientes: 
1 Exponer y tratar diferentes puntos de vista.
2 Explorar el tema del cual se vaya a tratar.
3 Formular preguntas y dar respuestas después de cada exposición.
4 Beneficiar a la sociedad o al público 
5 Acordar el tema hablado.
6 Saber de qué es aquello de lo que se habla.
7 Se promueve el diálogo entre los participantes para presentar una perspectiva global.